# Marruecos en los Juegos Olímpicos de Roma 1960
Marruecos estuvo representado en los Juegos Olímpicos de Roma 1960 por un total de 47 deportistas masculinos que compitieron en 10 deportes.

## Medallistas
El equipo olímpico marroquí obtuvo las siguientes medallas:
| Nombre             | Deporte   | Competición |
| ------------------ | --------- | ----------- |
| Oro                |           |             |
| —                  |           |             |
| Plata              |           |             |
| Radi Ben Abdeselam | Atletismo | Maratón M   |
| Bronce             |           |             |
| —                  |           |             |